# Menhir von Kermaillard

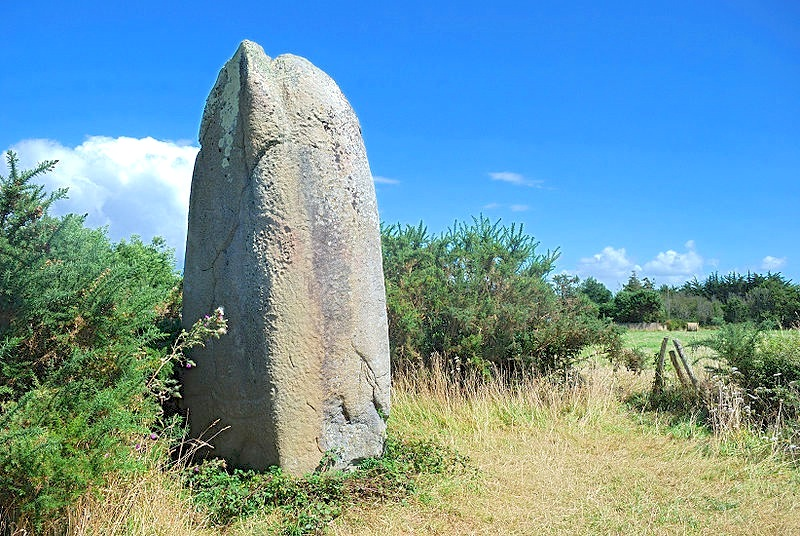
Der Menhir von Kermaillard – die Bildseite liegt im Schatten

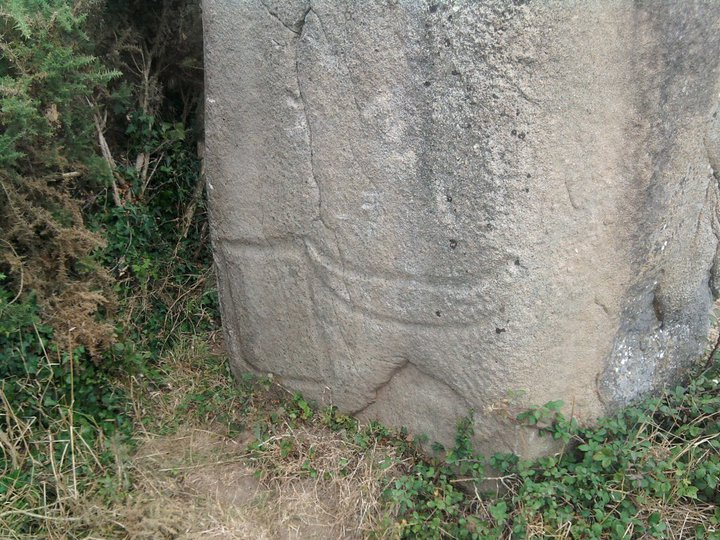
Menhir von Kermaillard, Gravuren der Unterseite

Der Menhir von Kermaillard (auch Scalehir oder Gueguen Amonen genannt) steht nördlich von Le Net (Sarzeau) bei Arzon auf der Rhuys-Halbinsel im Département Morbihan in der Bretagne in Frankreich.
Der sehr regelmäßig geformte, etwa 5,2 m große Menhir lag mit der Bildseite nach unten auf dem Boden und wurde 1985 wieder aufgestellt. Er zeigt auf jener Seite, die bis dahin verborgen war, am unteren Ende eine Mondsichel oder ein Stiergehörn und eine quadratische Gravur, die vermutlich eine stilisierte Darstellung einer Muttergottheit (französisch Déesse Mère) ist. Auf der anderen Seite befinden sich 18 kleine runde Vertiefungen, die als Schälchen (französisch cupules) bezeichnet werden und während der Phase, in der der Menhir am Boden lag, eingearbeitet worden sind. In oberen und unteren Teil sind noch eine Reihe wellenförmiger Linien (vermutlich Schlangen) eingeritzt.